# La Bataille de Brest-Litovsk
Cet article concerne le long-métrage. Pour la bataille militaire, voir Bataille de Brest-Litovsk (1941).
Pour plus de détails, voir Fiche technique et Distribution.
La Bataille de Brest-Litovsk, (en russe : Брестская крепость / Brestskaya krepost) est un film biélorusse et russe réalisé par Alexandre Kott, sorti le 22 juin 2010 simultanément à Brest et à Moscou au Festival international du film de Moscou. Il évoque la bataille de la forteresse de Brest en 1941 entre les troupes russes et allemandes, deux ans après la première bataille de Brest-Litovsk entre les troupes polonaises et allemandes.

## Synopsis
Les aspects relationnels, affectifs, familiaux du film, etc. sont volontairement omis dans le résumé qui suit.
21 juin 1941. Comme tous les samedis le personnel de la garnison de Brest-Litovsk se retrouve dans le parc municipal. Ainsi sont présentés les principaux personnages de la tragédie qui va suivre : le pupille Alexandre Akimov dont les parents sont morts en 1937 lors de la Guerre civile espagnole et sa copine Ania, son frère Andréï Akimov, les familles Potchernikov, Gavrilov et Fomine, Nikolaï et sa copine Sonia qui travaille au magasin, et beaucoup d'autres qui ne se doutent pas qu'ils vont devenir des héros.
Il y a bien une crainte de la guerre, des signes avant-coureurs comme ces déserteurs polonais qui révèlent que l'agression allemande aura lieu le lendemain à 4 heures mais c'est la fête. Les échanges commerciaux avec l'Allemagne continuent comme le prouve ce train allemand arrêté en gare de Brest et, le soir venu, beaucoup se retrouvent au cinéma du club où l'on projette une comédie.
Le train en question n'est qu'un cheval de Troie. La nuit venue des commandos nazis en uniforme russe en jaillissent ; un cheminot est assassiné, les installations électriques et d'alimentation en eau du secteur sont sabotées. Peu après 4 heures du matin la garnison est surprise en plein sommeil par un bombardement infernal qui détruit les installations, massacre sans discernement civils, militaires ou enfants et déclenche une panique générale. À grand peine des officiers remettent de l'ordre en envoyant les civils dans les sous-sols et la troupe en position défensive dans les décombres. Ainsi lorsque l'infanterie allemande avance dans la place, elle est surprise par un feu nourri puis refoulée lors de furieux corps à corps. Le personnel de l'hôpital servant de bouclier humain est héroïquement récupéré par le commissaire régimentaire Fomine et va être mis au service des blessés abrités dans les sous-sols.
Face à une telle résistance les Allemands attaquent avec les chars ; l'offensive est repoussée grâce à l'appui d'une pièce d'artillerie au service de laquelle le frère de Sachka trouve la mort et par une charge qui se termine par un sauvage corps à corps.
L'agresseur ne lâche pas. La garnison privée d'eau souffre horriblement et malgré des appels pressants par la radio, elle ne reçoit aucun message d'espoir du reste du pays. Profitant de sa supériorité la propagande allemande pousse les civils à se rendre et un cessez-le-feu est organisé au cours duquel beaucoup d'entre eux quittent cet enfer.
Un espoir vient du ciel : un avion de reconnaissance russe effectue plusieurs passages au-dessus de la forteresse mais deux chasseurs ennemis abattent l'appareil. Le pilote, le lieutenant Kareline du 123e régiment d'aviation arrive à sauter en parachute et les assiégés réussissent à le récupérer. Les informations désastreuses sur la situation militaire qu'il donne leur font comprendre qu'ils n'ont plus qu'à combattre jusqu'à la mort ou se rendre. Ils choisissent l'honneur.
Civils et militaires risquant de mourir de soif, l'eau ayant été rendue imbuvable avec de l'essence par les assiégeants, les trois unités combattantes n'ont d'autre issue que de réaliser une percée. Malgré un terrible bombardement aérien elles parviennent à se contacter et à coordonner leur action. Mais l'ennemi les attend derrière de solides positions ; leur attaque nocturne est une boucherie. Pour éviter l'anéantissement total, un autre groupe de civils conduit par Katia Kijevatov se rend à l'ennemi.
Les Allemands décident d'en finir avec les quelques survivants qui résistent encore. Une bombe de deux tonnes est larguée au centre de la place d'armes par un avion. Elle finit de détruire ce qui reste debout puis l'infanterie allemande appuyée par des blindés envahit toute la place forte et neutralise les constructions et les sous-sols au lance-flammes. Les rares survivants sont capturés et pour la plupart exécutés.
L'évocation se termine par une courte visite au mémorial de Brest-Litovsk où Sachka Akimov a amené son petit-fils et des informations biographiques sur quelques héros de ce fait d'armes.

## Fiche technique
- Titre original : Брөстсқая крепость, Brestskaya krepost
- Titre français: La Bataille de Brest-Litovsk
- Titre anglais : Battle for Honor
- Réalisation : Alexandre Kott
- Scénario : Alexeï Doudarev, Alexandre Kott, Ekaterina Tirdatova, Igor Ougolnikov, auteur de l'histoire, Constantin Voroblov, Vladimir Eremine
- Photographie : Vladimir Bachta
- Son : Alexandre Belooussov, Anatoli Belozerov, ingénieur du son, Pavel Doreuli, effets additionnels, Philippe Lamchine, superviseur du montage sonore, Arkadi Noskov, Oleg Petrenkin, Denis Skorina, Alexandre Volodine
- Montage : Maria Serguenkova
- Direction artistique : Alim Matveitchouk
- Décors : Alim Matveitchouk
- Costumes : Sergueï Strouchev
- Maquillage : Svetlana Belskaya
- Musique : Youri Krasavine
- Direction musicale : Sergueï Ckripka
- Chanson du générique de fin : Leonid Agoutine, paroles, musique et interprétation
- Effets visuels : Alexeï Chelomov, Sergueï Mikhaïl, Ilya toropov, infographie
- Production : Rouben Dichdichyan, Elena Khvan, superviseur postproduction, Igor Ougolnikov, Vladimir Zametaline
- Sociétés de production : Belarusfilm, Central Partnership, TRQ
- Pays de production :  Biélorussie,  Russie
- Sociétés de distribution : G2 Pictures,  Royaume-Uni, Kurt Media,  Allemagne,
- Dates de sortie :
  - Biélorussie : 22 juin 2010 à Brest
  - Russie : 22 juin 2010 à Moscou au Festival international du film de Moscou
- Accord parental nécessaire pour le visionnage en DVD et Blu-Ray
- Genre : Guerre
- Durée : 138 minutes

## Distribution

### Personnages principaux
- Alexeï Kopachov ou Aliocha Kopachov (VFB : Massym Anciaux) : Sachka ou Alexandre Akimov, pupille de la section musicale du 333e régiment[2]
- Andreï Merzlikine (VF : Michel Hinderyckx) : le lieutenant Andreï Mitrofanovitch Kijévatov, chef de l'avant-poste 9[3]
- Pavel Derevianko (VF : Philippe Allard) : le commissaire régimentaire Iefim Moisseïevitch Fomine du 84e régiment, qui se présente comme commissaire juif et communiste à ceux qui vont le fusiller
- Sergueï Tsepov : le capitaine I. Zoubatchiov, commandant adjoint du 44e régiment
- Kirill Boltayev : le lieutenant Vinogradov du 455e régiment
- Alexandre Korchounov (VF : Franck Dacquin) : le major Piotr Mikhaïlovitch Gavrilov, commandant du 44e régiment
- Mikhaïl Pavlik : le lieutenant Wainstein, l'officier du Département spécial du NKVD[4]
- Veronica Nikonova (VF : Béatrice Wegnez) : Ania Kijévatova, la fille du lieutenant Kijévatov et de son épouse Katia

### Personnages secondaires[5]
- Benik Arakelyan : le politrouk adjoint Samuel Matevosyan du 84e régiment[6]
- Alexeï Dmitriyev : le sergent Nikolaev auquel le lieutenant Kijévatov confie le commandement et une mission afin qu'il puisse quitter la forteresse
- Youri Anpilogov : Kovtoune, celui qui apporte les grenades à Piotr Gavrilov
- Evgueny Tsyganov : le politrouk-chef Potchernikov, sa famille habitait à côté des Sachka et Andreï Akimov dans un appartement en commun
- Tatiana Kamina (VFB : Julie Basecqz) : Alexandra Potchernikova, diminutif Choura, épouse du politrouk-chef Potchernikov
- Yana Chmatova : la fille du politrouk-chef Potchernikov et de son épouse Alexandra
- Rostislav Gvozdev ou Rostik Gvozdev : le fils du politrouk-chef Potchernikov et de son épouse Alexandra
- Yana Yessipovich (VFB : Nathalie Hons) : Katia, l'épouse d'Andreï Kijévatov
- Alexandre Saptsov : le sous-lieutenant artilleur Andreï Akimov du 333e régiment, frère de Sachka
- Sergueï Vlassov : l'adjudant-chef de la section musicale du 333e régiment Kovalionok, l'accordéoniste
- Victor Bogouchevich :
- Yoktan Bott :
- T. Chcherbakova :
- Tatiana Chibouk :
- Matvey Chkouratov :
- Igor Denisov :
- Elena Doubrovskaya : une infirmière à l'hôpital militaire
- Alexandre Sirin (VFB : François Mouret) : le médecin-militaire Maslov, chirurgien de l'hôpital militaire
- Madlen Dzhabrailova (VFB : Delphine Moriau) : Katia, l'épouse du commandant Piotr Gavrilov
- Ivan Kireyev : le fils de Gavrilov
- Nodari Dzhanelidze : le soldat Tougouchev, cavalier émérite
- Mark Gaisler : un bébé
- Roman Gapanyouk : le photographe
- Pavel Gorodnitskiy :
- Youliya Poloubinskaya : madame Bobkova
- Anastasia Grechnaya ou Nastya Grechnaya : la fille de madame Bobkova
- Renat Ibragimov : le soldat qui se trouve à droite de Piotr Gavrilov lors de l'inhumation du sous-lieutenant Akimov
- Valeri Ivakov :
- Igor Ivanov :
- Evgueni Ivkovich :
- Vladimir Kapoustine :
- Yevgueni Kharitonov :
- Maxime Kostromikine (VFB : Maxime Donnay) : Nikolaï ou Kolia, le «copain» de Sonia
- Anatoli Kot (VFB : Lionel Bourguet) : le major NKVD, l'espion nazi
- Dmitri Koulichkov : le lieutenant Kareline du 123e régiment d'aviation, un pilote est abattu au-dessus de Brest-Litovsk
- Alexandre Kouzmichyov (VFB : Martin Spinhayer) : le chef de gare
- Maxime Krechetov :
- Lada Latypova : une infirmière
- Maxime Litovchenko :
- Oleg Litvinov :
- Oleg Lopoukhov :
- Ilia Mozgovoï :
- Kirill Novitskiy :
- Yegor Petrov :
- Sergueï Prokopich :
- Nikolaï Ryabychine :
- Evgueni Sangadzhiyev : le soldat accroupi devant la tombe du sous-lieutenant Andreï Akimov
- Sergueï Savenkov :
- Andreï Senkine : un soldat allemand affolé
- Roman Sinitsyne : voix off
- Anton Starovoytov :
- Victor Strelchenko :
- Sergueï Taramaev :
- Anna Tsoukanova, (l'épouse du réalisateur) (VFB : Audrey d'Hulstère) : Sonia, la «copine» de Nikolaï
- Igor Vepchkovskiy :
- Dimitri Yesenevich :
- Mikhaïl Yesman :
- Mikhaïl Evlanov : le brigadier-chef ou caporal-chef Proskourin

- Arthur Dubois et Aaricia Dubois doublent deux enfants et Patrick Descamps double Sacha adulte.

## Version française
- Société de doublage : NDE Production
- Direction artistique : Antony Delclève
- Adaptation des dialogues : Frédéric Alameunière
- Enregistrement et mixage :

## Distinctions
- 33e Festival international du film de Moscou
  - Nommé pour le Prix Nika du meilleur film de fiction
  - Prix Nika du meilleur son attribué à Philippe Lamchine et à Alexandre Belooussov
  - Prix Nika des meilleurs décors pour Alim Matveitchouk

## Analyse
- Le lien KinoKultura[7] fournit une analyse détaillée du film et le lien Juin 41, la formidable résistance de Brest-Litovsk[8] donne beaucoup de renseignements historiques et militaires.

## Sur le même sujet
En 1956 le film La Garnison immortelle (en russe : Бессмертный гарнизон) réalisé par Zakhar Markovitch Agranenko (ru) et Edouard Tissé traite aussi de la résistance des défenseurs de cette forteresse contre l'envahisseur.

## Autour du film
- Alexandre Belooussov a partagé le Prix Nika avec Philippe Lamchine pour le meilleur son mais bizarrement son nom ne figure pas dans la liste de l'équipe qui a travaillé aux effets sonores sur les pages Internet Movie Database et Kinoglaz.
- Les renseignements qui suivent ont été trouvés dans les bonus du DVD.
- Le film a été tourné sur les lieux où s'est déroulé ce tragique évènement, c'est-à-dire à Brest et à Proujany.
- Alexandre Kott a préparé le tournage en dessinant schématiquement les scènes et les cadrages dans des cahiers comme le faisaient certains de ses prédécesseurs cinéastes.
- La population de Brest-Litovsk a participé en fournissant les figurants du film.
- Quarante cascadeurs de toutes nationalités ont été recrutés et une scène de corps à corps particulièrement furieuse a nécessité deux ou trois jours de tournage.
- Les décors ont été détruits pour les besoins de la mise en scène puis reconstruits pour continuer.
- Les bonus du DVD, en plus des nombreux témoignages des protagonistes du film, bénéficient d'images d'époque et se terminent sur l'interprétation par Leonid Agoutine de la chanson Ne me laissez pas mourir (en russe : Не позволъ мне погибнутъ) qui accompagne le générique qui défile à la fin du film. Les paroles de la chanson ne sont pas fournies.
- Le générique très long est écrit en caractères si petits qu'il est difficile d'y relever des informations supplémentaires.

- Dans l'ouvrage en cinq volumes L'URSS dans la Seconde Guerre mondiale, Témoignage Édition Diffusion (TED) à Paris en 1968, on trouve les informations complémentaires suivantes : « Beaucoup, blessés, furent faits prisonniers et poursuivirent la lutte dans les organisations clandestines des camps. D'autres encore continuèrent le combat ou dans les territoires occupés ou dans les rangs des mouvements de la résistance en France, en Italie, et en Tchécoslovaquie, etc. » On y trouve aussi une photographie en couleurs de l'entrée de la forteresse en flammes et une photo d'une inscription murale gravée à l'époque par un combattant refusant de se rendre.

## Iconographie

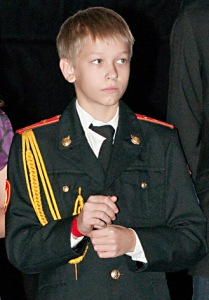
Alexeï Kopachov 3 novembre 2010
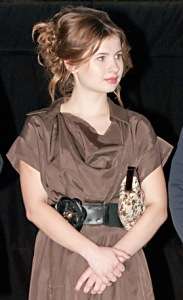
Anna Tsoukanova 3 novembre 2010